# مکا هیلز
مکا هیلز (به انگلیسی: Mecca Hills) رشته‌کوه کم ارتفاعی در شهرستان ریورساید ایالت کالیفرنیا می‌باشد . مکا هیلز در شمال صحرای کلرادو و ما بین دره کوچلا و کوه‌های چوکه‌والا قرار دارد . وجود گسل سن آندریاس در این منطقه به اهمیت مکا هیلز از نظر زمین‌شناسی افزوده است .  فرودگاه منطقه‌ای جکلین کاکرن بهترین راه دسترسی به مکاهیلز است .